# 豊証券
豊証券株式会社（ゆたかしょうけん、英: The Yutaka Securities Co.,LTD.）は、愛知県名古屋市中区に本社を置く証券会社（地場証券）である。

## 沿革
- 1962年（昭和37年）7月 - 設立。同年9月、名古屋証券取引所の総合取引参加者資格を取得。
- 1967年（昭和42年）12月 - 万代証券株式会社を吸収合併。同月、名坂証券株式会社の営業権を譲受。
- 1985年（昭和60年）10月 - 東京証券取引所の総合取引参加者資格を取得。
- 1988年（昭和63年）5月 - 東京証券取引所の債券先物取引特別参加者資格を取得。
- 1997年（平成9年）10月 - インターネット取引サービスを開始。
- 2002年（平成14年）2月 - 大阪証券取引所の総合取引参加者資格を取得。
- 2005年（平成17年）4月 - 外国為替証拠金取引（FX取引）サービスを開始。

## 事業所
- 本店（愛知県名古屋市中区）
- 鳴海支店（愛知県名古屋市緑区）
- 名古屋駅前支店（愛知県名古屋市中村区）
- 御器所支店（愛知県名古屋市昭和区）
- 豊橋支店（愛知県豊橋市）
- 岐阜支店（岐阜県岐阜市）
- 四日市支店（三重県四日市市）
- 浜松支店（静岡県浜松市中央区）
- 東京支店（東京都中央区）